# Stazione di Livorno San Marco
La stazione di Livorno San Marco, nota anche come Stazione Leopolda, è una delle più antiche stazioni ferroviarie d'Italia; fu costruita, infatti, assieme all'apertura della prima strada ferrata del Granducato di Toscana. Ridotta nel corso degli anni al ruolo di scalo merci, è stata in seguito dismessa.

## Storia

La stazione nel XIX secolo

Nella prima metà del XIX secolo le autorità granducali acconsentirono alla costruzione di una linea ferroviaria tra Firenze e Livorno, il principale sbocco commerciale dello Stato lorenese.
L'opera fu promossa dalla casa di commercio di Pietro Senn, guidata da Agostino Kotzian, e dal banchiere fiorentino Emanuele Fenzi. Il progetto redatto dall'ingegner Robert Stephenson fu approvato nel 1840.
Al contempo furono avviati i lavori della stazione di Livorno San Marco, posta in corrispondenza dell'omonimo varco doganale lungo le Mura Leopoldine.
L'inaugurazione della stazione avvenne nel 1844, quando fu portato a termine il tracciato tra Livorno e Pisa; nel 1848 i binari raggiunsero la Stazione Leopolda di Firenze.
Inoltre, tra il 1856 ed il 1858, lo scalo di San Marco fu messo in comunicazione diretta con la Stazione Marittima del porto di Livorno, realizzata mediante la colmata di un ampio specchio di mare.
Successivamente, intorno agli anni sessanta dell'Ottocento, fu attivato il collegamento con Collesalvetti; pochi anni dopo, con la costruzione della linea diretta tra Collesalvetti e Pisa, la stazione fu esclusa dalla direttrice principale.
La successiva apertura del tracciato costiero, nel 1910, riportò la città al centro della direttrice nazionale, ma lo scalo di San Marco fu sostituito da una stazione passante posta al termine del viale degli Acquedotti e fu essenzialmente delegata allo smistamento dei carri merci, andando incontro ad un graduale degrado.
Negli anni novanta il fabbricato viaggiatori ospitava solo alcuni uffici del gruppo FS (in seguito trasferiti a Livorno Calambrone) e appartamenti; nello scalo retrostante, invece, vennero accantonati numerosi vagoni e, fino al 2008, alcuni locomotori del gruppo E.491. Nel corso del 2008 il fabbricato e le aree di pertinenza della stazione furono poste in vendita.
Nonostante il suo valore storico, è l'unica delle tre grandi stazioni della ferrovia Leopolda (oltre a Livorno, quelle di Firenze e Pisa), a non essere stata interessata da progetti di riqualificazione.

## Strutture e impianti

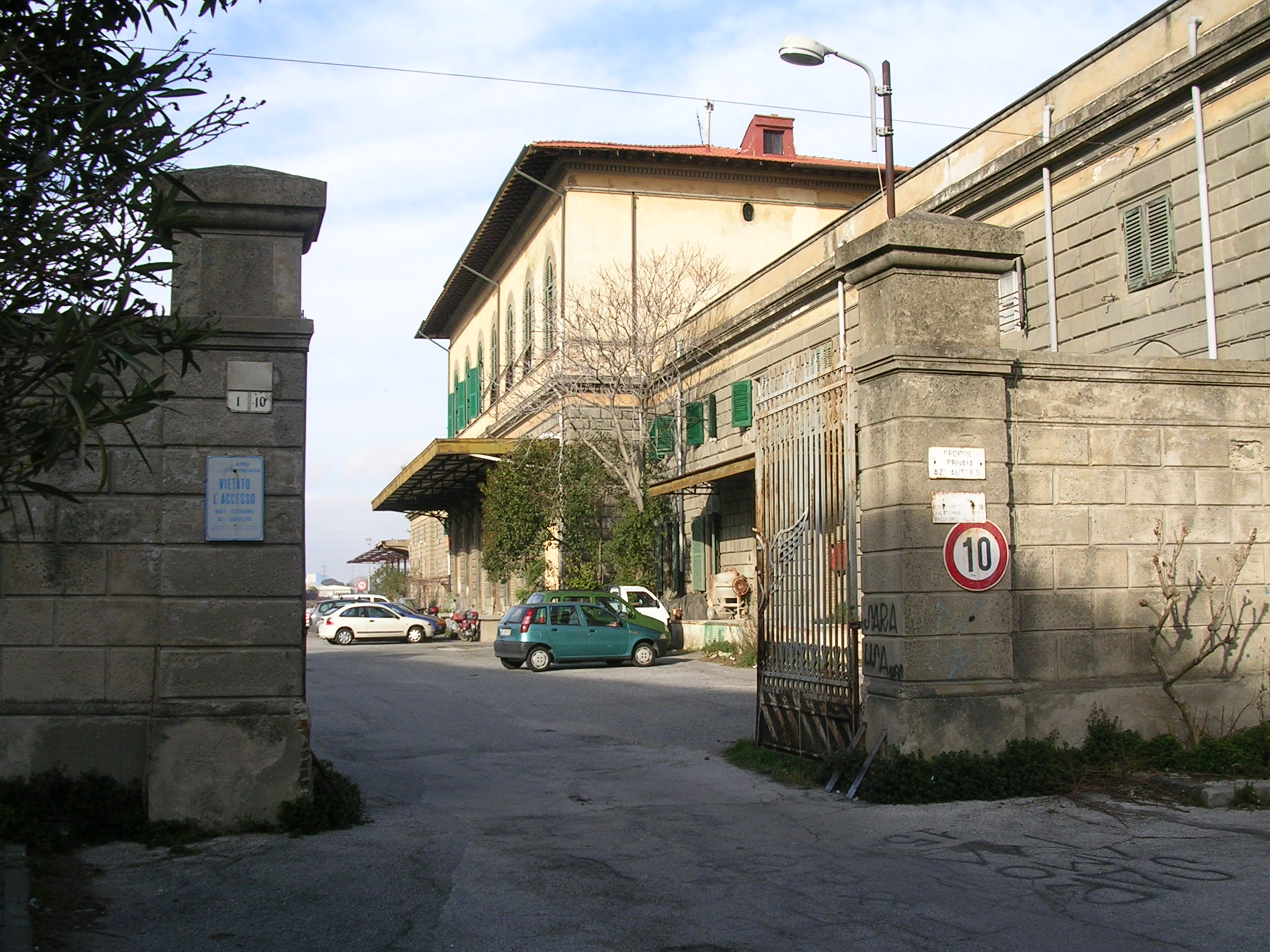
Ingresso principale

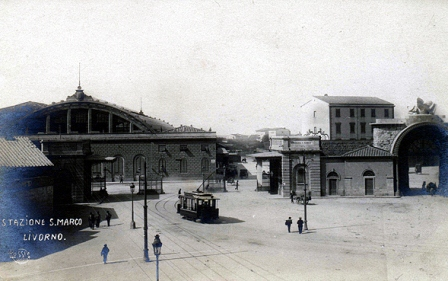
Stazione con un tram

La stazione di Livorno San Marco è costituita da un corpo di fabbrica che si snoda su tre lati attorno ai binari d'arrivo; la facciata principale, posta sul lato occidentale della struttura, è caratterizzata da un blocco più elevato preceduto da una pensilina metallica. Il prospetto visibile dalla piazza Bartelloni è l'elemento trasversale dietro al quale si attestano i binari ferroviari; esso presenta una serie di aperture inquadrate in arcate cieche, che tuttavia sono state alterate in epoche successive.
Tale configurazione risale alla seconda metà dell'Ottocento, quando l'edificio, in principio piuttosto semplice e spartano, fu riedificato, ampliato e successivamente coperto da una vasta volta metallica, per venire incontro alle crescenti esigenze dei viaggiatori.
La volta, che costituiva l'elemento più caratteristico della costruzione, fu smantellata negli anni antecedenti alla seconda guerra mondiale per recuperare il ferro necessario agli armamenti.
Le cronache dell'epoca evidenziano che alle decorazioni delle sale d'aspetto abbia lavorato Ernesto Bellandi, ma non si hanno notizie che attestino ancora la presenza degli affreschi all'interno dei locali. Del resto, le numerose modifiche apportate alla struttura, dove nel tempo sono stati ricavati magazzini e uffici, la dismissione e il conseguente abbandono da parte di Ferrovie dello Stato, hanno causato un progressivo degrado dell'intero fabbricato e delle aree adiacenti: parte delle strutture risultano crollate, diversi appartamenti sono stati occupati abusivamente, il piano di calpestio di alcuni locali è stato rialzato per facilitare il trasbordo delle merci, mentre il piazzale nord è stato destinato a parcheggio di mezzi pesanti.

## Interscambi
Dal 1881 fino all'inizio degli anni trenta la stazione fu servita da un capolinea della rete tranviaria di Livorno, dapprima esercita con trazione animale ed in seguito elettrificata.